# Комбинаду

Комбинаду на карте штата.

Комбинаду (порт. Combinado) — муниципалитет в Бразилии, входит в штат Токантинс. Составная часть мезорегиона Восточный Токантинс. Входит в экономико-статистический микрорегион Дианополис. Население составляет  4 669 человек на 2010 год. Занимает площадь 209,572 км². Плотность населения — 22,28 чел./км².

## Демография
Согласно сведениям, собранным в ходе переписи 2010 г. Национальным институтом географии и статистики (IBGE), население муниципалитета составляет:
| Полное население                               | Полное население                               | Полное население                               | Полное население                               | 4 669 |
| ---------------------------------------------- | ---------------------------------------------- | ---------------------------------------------- | ---------------------------------------------- | ----- |
| в том числе:                                   | Городское население                            | 4 000                                          | Процент городского населения, %                | 85,67 |
|                                                | Сельское население                             | 669                                            | Процент сельского населения, %                 | 14,33 |
|                                                | Мужское население                              | 2 374                                          | Процент мужского населения, %                  | 50,85 |
|                                                | Женское население                              | 2 295                                          | Процент женского населения, %                  | 49,15 |
| Плотность населения, чел/км²                   | Плотность населения, чел/км²                   | Плотность населения, чел/км²                   | Плотность населения, чел/км²                   | 22,28 |
| Население муниципалитета в % к населению штата | Население муниципалитета в % к населению штата | Население муниципалитета в % к населению штата | Население муниципалитета в % к населению штата | 0,34  |

По данным оценки 2016 года население муниципалитета — 4 851 житель.

## Статистика
- Валовой внутренний продукт на 2003 составляет 9.980.757,00 реалов (данные: Бразильский институт географии и статистики).
- Валовой внутренний продукт на душу населения на 2003 составляет 2.275,59 реалов (данные: Бразильский институт географии и статистики).
- Индекс развития человеческого потенциала на 2000 составляет 0,673 (данные: Программа развития ООН).

## Важнейшие населенные пункты
| № | Населённый пункт | Населённый пункт (порт.) | Категория | Население чел. (2010) | На карте                        |
| - | ---------------- | ------------------------ | --------- | --------------------- | ------------------------------- |
| 1 | Комбинаду        | Combinado                | город     | 4 000                 | 12°48′49″ ю. ш. 46°32′54″ з. д. |